# Ural
Ural (rusky Ура́льские го́ры) je pohoří v Rusku, které je jím rozděleno na část evropskou a asijskou. Tvoří tak geografickou hranici mezi Evropou a Asií. Jelikož se za tuto hranici obvykle považuje jeho východní úpatí, leží stále celé v Evropě. Ural se nachází v centrální části Ruska, správně území tohoto pohoří náleží do Uralského federálního okruhu. Je to nejvýznamnější ruské pohoří táhnoucí se v délce téměř 2 500 km ve směru sever–jih. Podle jeho starého názvu bylo pojmenováno pohoří Montes Riphaeus na přivrácené straně Měsíce.

## Geologie

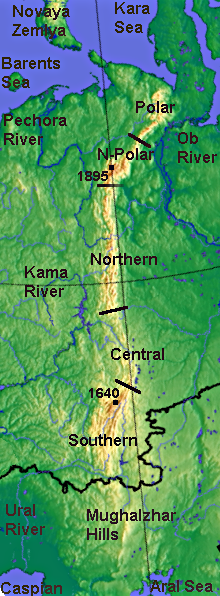
Rozdělení Uralu

Ural je jedno z nejstarších známých pásmových pohoří, které vzniklo již v prvohorách během karbonu jako důsledek tektonické srážky Sibiře a Baltiky. 

## Geografie
Z geografického hlediska se Ural rozděluje na 8 samostatných celků:
- Paj-Choj: nízké pohoří, nejseverněji, zasahuje až k Severnímu ledovému oceánu
- Zapolární Ural: od údolí řeky Kary po Sob'–Elecký průsmyk
- Polární Ural: severně od pramene řeky Chulgy k Sob'–Eleckému průsmyku (69° až 65°40' s. š., 67° až 62° v. d.)
- Subpolární Ural (nebo také Připolární Ural): severně od průlomu pohořím Ural tvořeného řekou Ščugor (65°40' až 64° s. š.,  62° až 59° v. d.)
- Severní Ural: severně od toku řeky Kosvy (64° až 59° s. š., 59° v. d.)
- Střední Ural: severně od řeky Ufy (59° až 55°40' s. š., 58° až 61° v. d.)
- Jižní Ural: jižně od toku řeky Ufy až po město Orsk (55°40' až 52° s. š., 60° až 57° v. d.)
- Mugodžary: nízká hornatina v aridních oblastech Kazachstánu, zcela na jihu pohoří

Nejvyšším vrcholem celého Uralu je s 1 895 m hora Narodnaja v severní části pohoří. Pouze některé části Uralu mají horský a ojediněle i velehorský ráz (především Jižní, Severní a Subpolární Ural), střední Ural a okrajové části jsou převážně pahorkatiny.

## Klima a vodstvo
Pohoří prochází několika klimatickými pásy. Na severu je podnebí arktické, s velmi krátkým létem a dlouhými mrazivými zimami. Vyskytuje se zde též permafrost. Na jihu je podnebí naopak suché a kontinentální. Srážky jsou vydatnější na západní, návětrné straně pohoří vzhledem k převládajícím západním větrům, východní svahy se nacházejí ve srážkovém stínu a jsou tak podstatně sušší. Odtokový režim uralských řek je převážně sněhový, na jihu i dešťový. Horské zalednění je pouze malého rozsahu, je zde několik malých ledovců v Polárním a Subpolárním Uralu s celkovou plochou cca 25 km². Jezer je velké množství, především na severu, ovšem plochou jsou vesměs nevelká.

## Živá příroda

### Vegetace a flóra

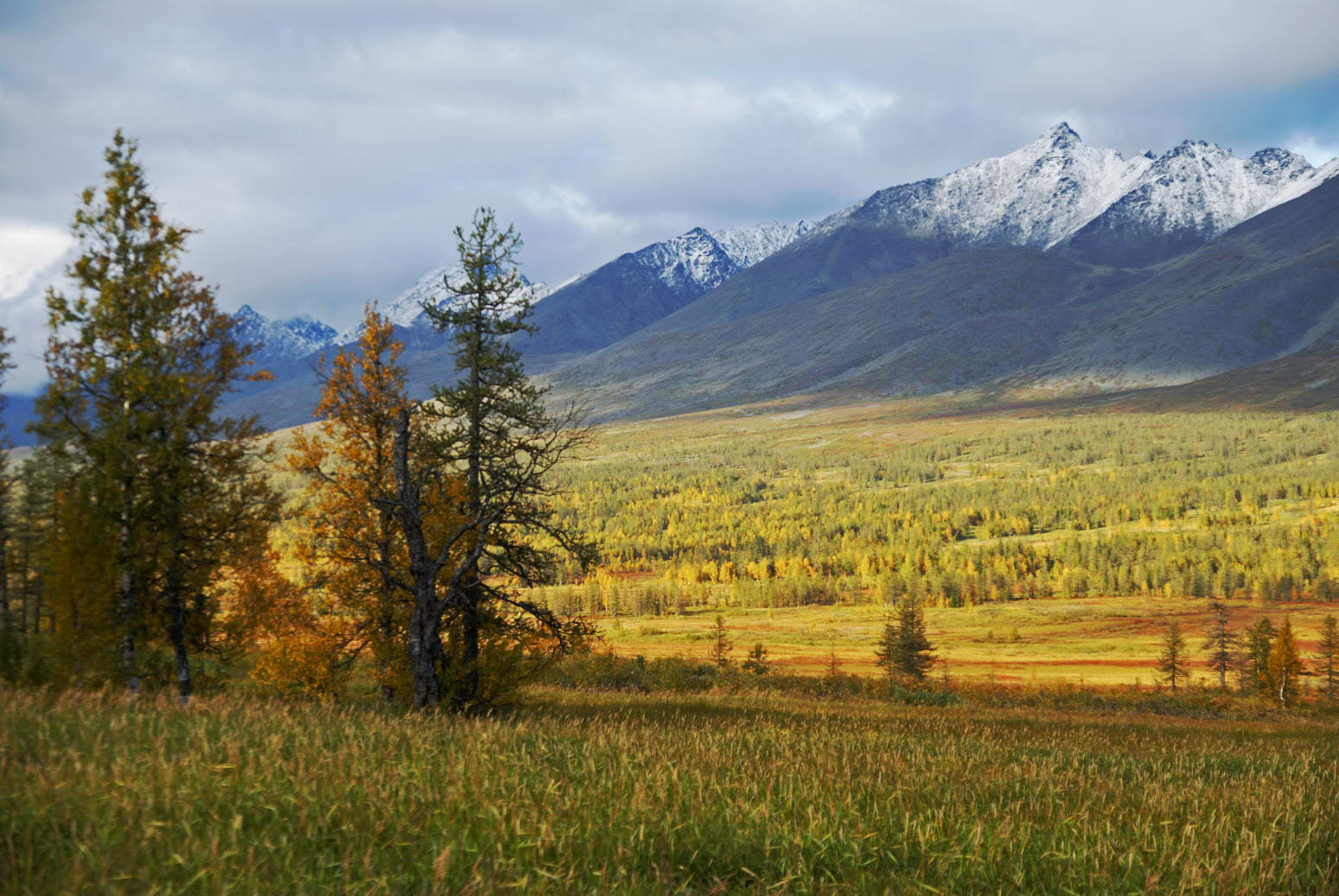
Národní park Jugyd Va na Severním Uralu

Od severu na jih pohoří protíná celou řadu vegetačních pásem. Polární oblasti na severu spadají do biomu tundry. V horských oblastech severního Uralu převládá tajga, tvořená na vlhčích západních svazích smrkem sibiřským, jedlí sibiřskou a borovicí sibiřskou, na kontinentálnějších východních svazích jsou lesy převážně modřínové. Subalpínský stupeň hor je tvořen křovinami bříz a roztroušenými zakrslými modříny, výše je alpínská tundra tvořená odolnými travinami a lišejníky. 
Lesní hranice na severu je níže než 500 m n. m., směrem na jih průběžně stoupá až na 1100 m na Jižním Urale. Směrem na jih přibývá také listnatých stromů. Pahorkatiny středního Uralu jsou pokryty smíšenými lesy s lípami a duby, na jižním Uralu se v nejnižších polohách vyskytují světlé a druhově bohaté listnaté nebo březovo-borové háje, ve středních smíšené a ve vyšších jehličnaté lesy. Sušší a kontinentálnější podhůří na jihovýchodě Uralu je tvořeno lesostepí.
Pohoří Mugodžary patří k biomu stepí, v aridních podmínkách na jihu rostou však už jen sporadické suchomilné křoviny přecházející do zasolené pelyňkové polopouště.

### Ochrana přírody
K významným chráněným územím na Urale patří národní parky Jugyd Va na západních svazích Připolárního a Severního Uralu, jenž je s téměř 19 tisíci km² největším národním parkem v celé Evropě, a Pečoro-Ilyčský na severním Urale; společně byly zaneseny na seznam světového dědictví UNESCO jako Komijské pralesy. Z dalších lze jmenovat národní parky Visimský na Středním Urale nebo Baškirský na Urale jižním.

### Fauna
Lesy na Urale jsou obývány typickými sibiřskými zvířaty jako je los, medvěd hnědý, liška, vlk, rosomák, rys a sobol.

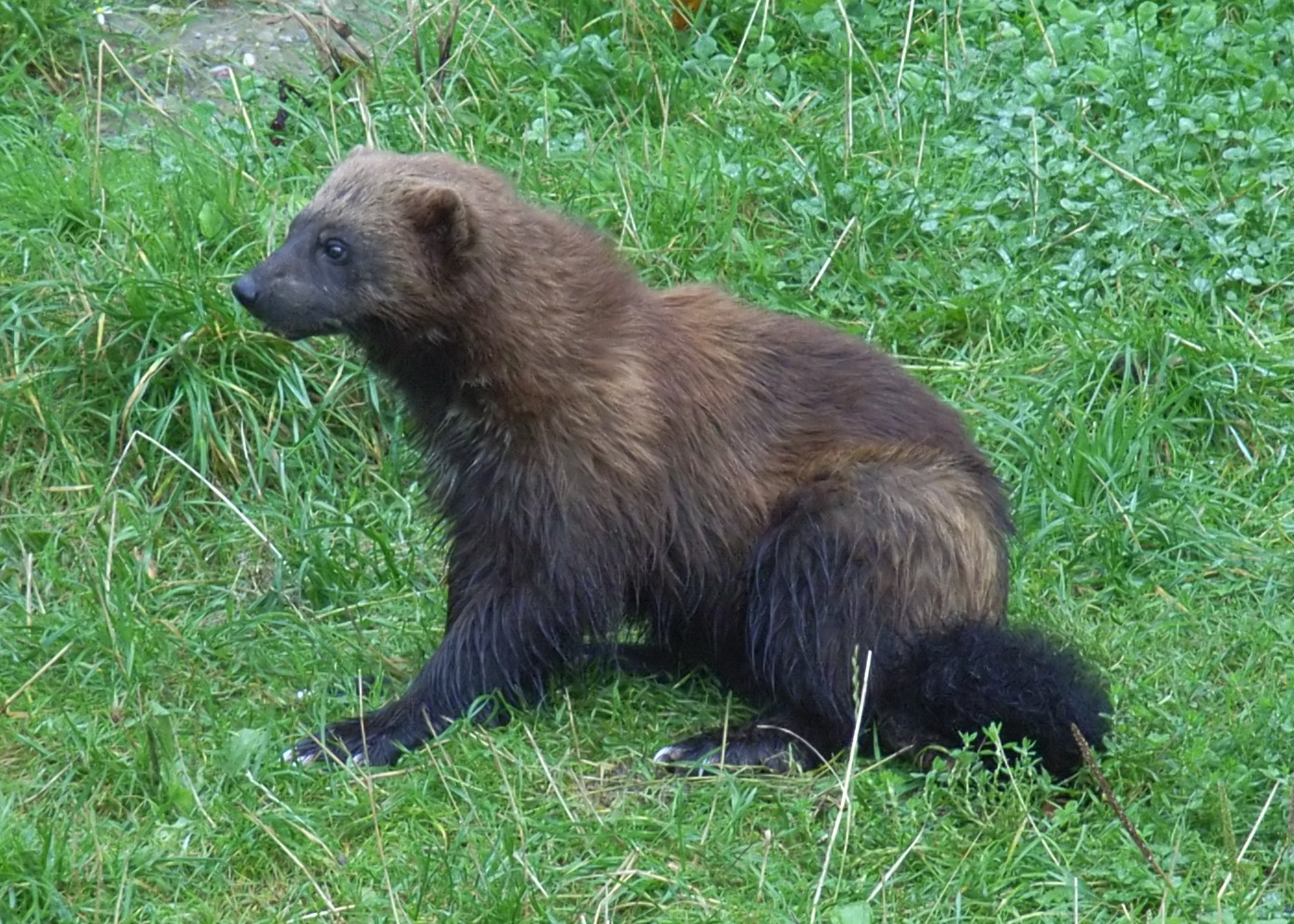
Rosomák sibiřský
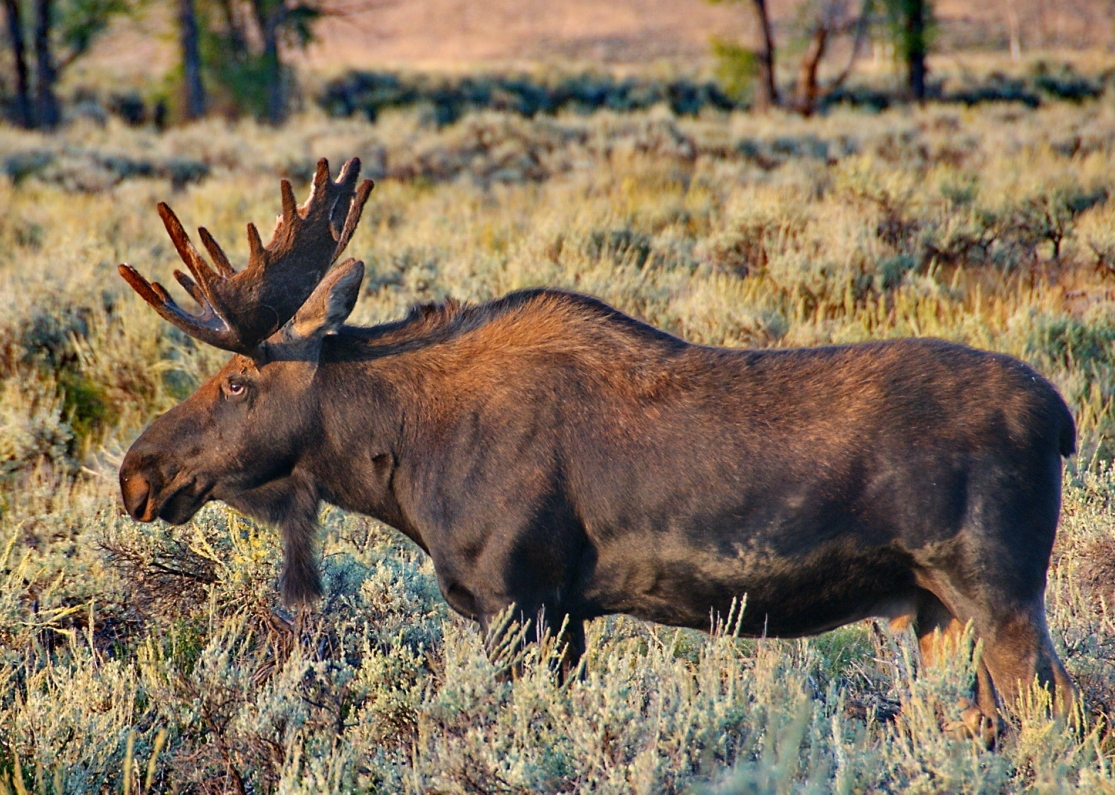
Los evropský
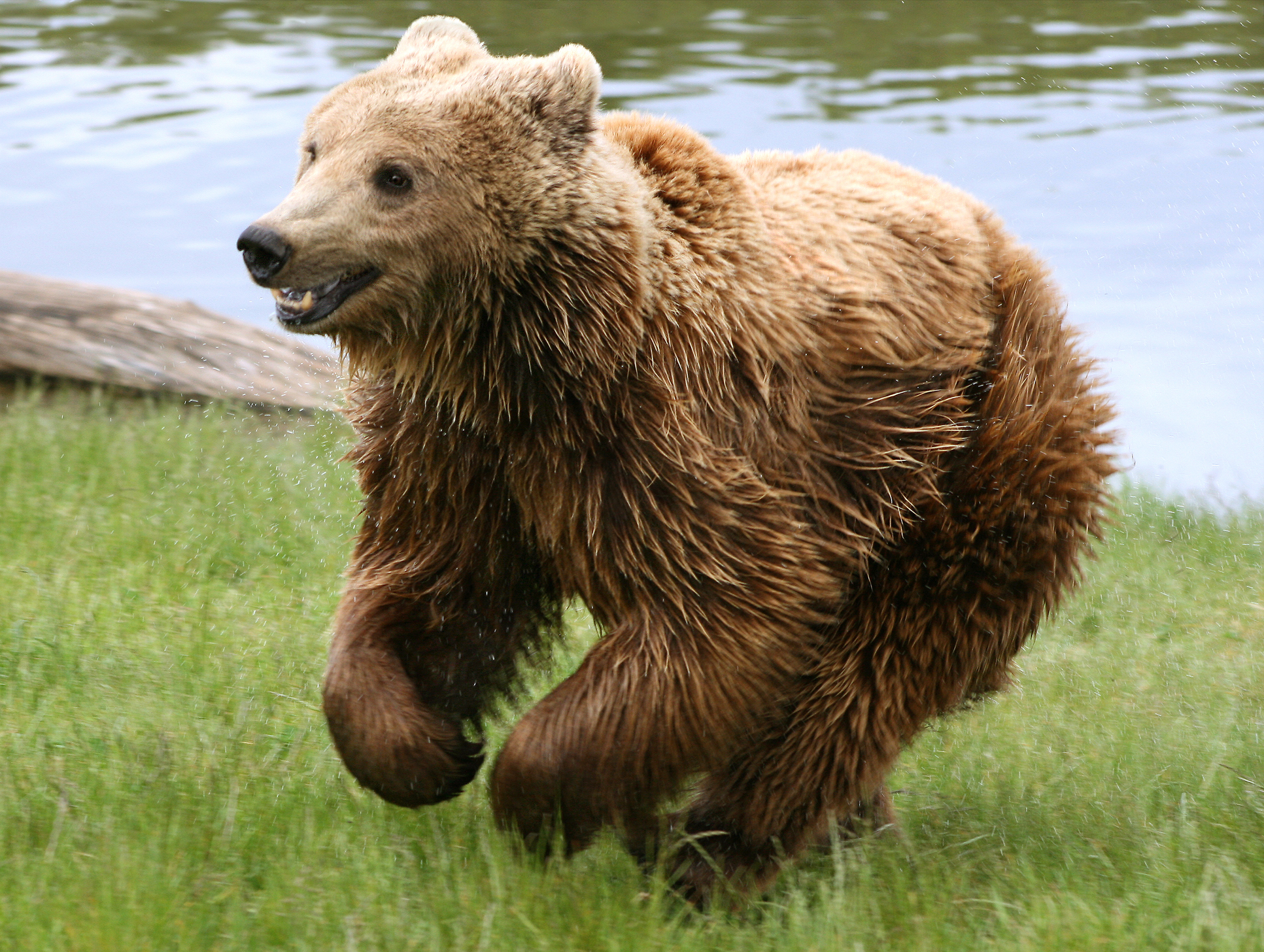
Medvěd hnědý
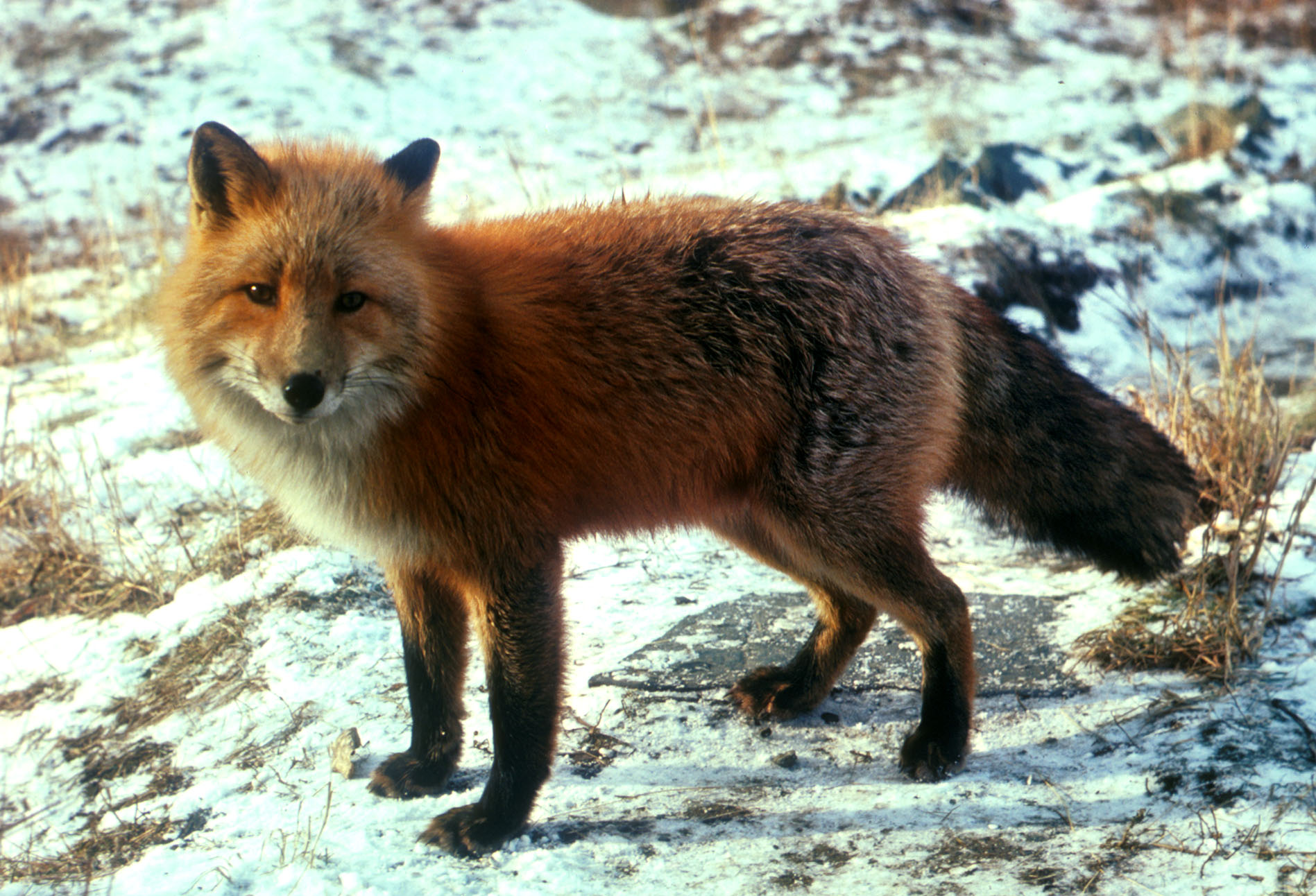
Liška obecná
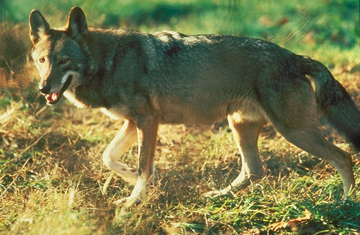
Vlk
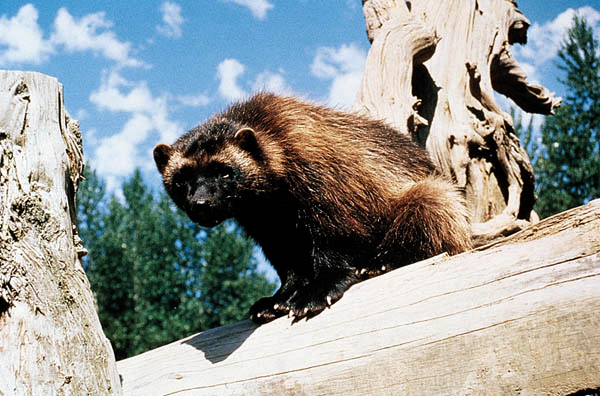
Rosomák
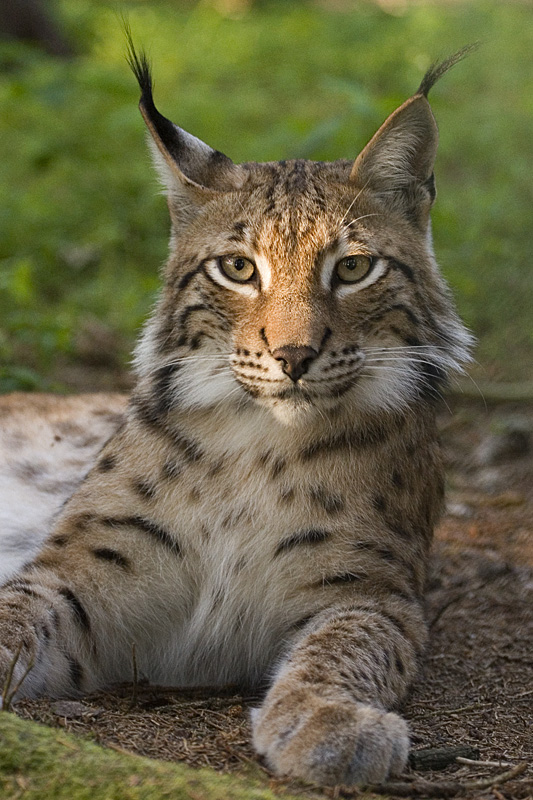
Rys
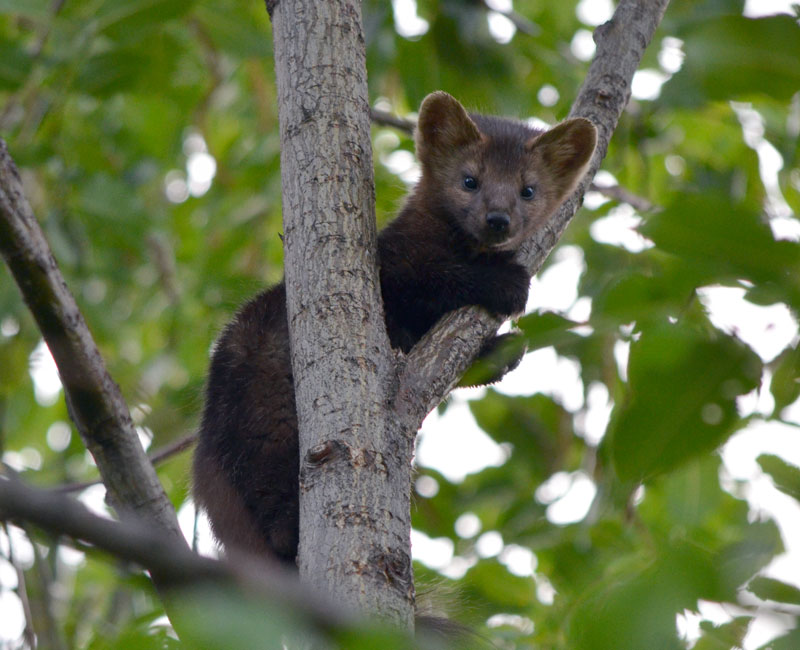
Sobol

## Sídla

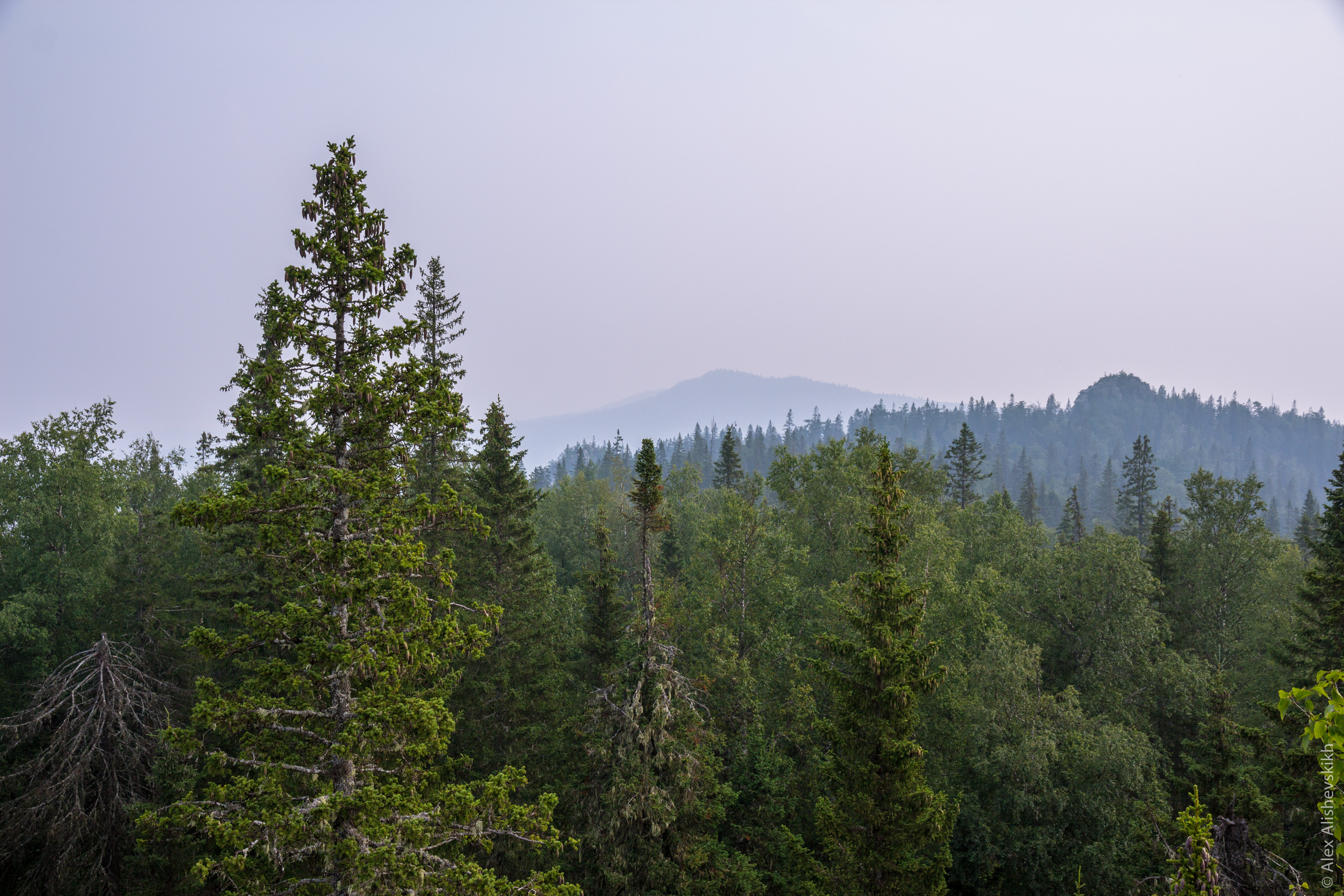
Tajga v Moskalském hřbetu

Za hlavní město celé oblasti Uralu se považuje Jekatěrinburg (v letech 1924–1991 Sverdlovsk), mezi další významná sídla na Urale se řadí také Magnitogorsk, Miass, Serov, Zlatoust, Nižnij Tagil, Kaměnsk-Ural'skij. V podhůří se nacházejí další významná průmyslová centra (např. Perm, Ufa, Vorkuta nebo Čeljabinsk).

## Průmysl
Do oblasti Uralu byla během II. světové války před postupujícími německými vojsky přestěhována významná část sovětského těžkého průmyslu. Oblast je bohatá na přírodní zdroje jako je zlato, platina, železná ruda, uhlí, nikl a i další suroviny, což ji řadí mezi důležité surovinové základny Ruska. Důsledkem intenzivní těžby a výroby je však masivní znečištění životního prostředí. 

## Vzácné nerosty z pohoří Ural
Na Urale je asi 48 druhů hospodářsky cenných rud a minerálů. Jsou tu i vzácné kameny jako je smaragd, ametyst, akvamarín, jaspis, rodonit, malachit a diamant.

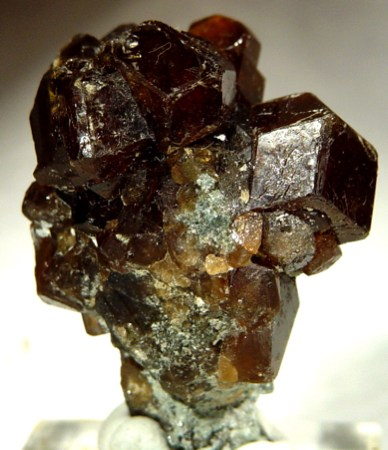
Andradit
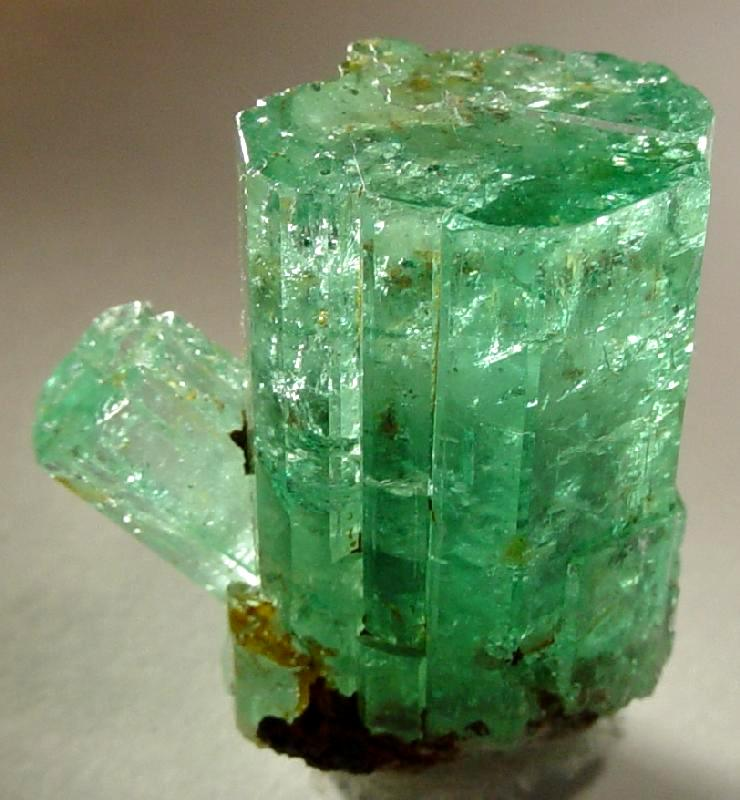
Beryl
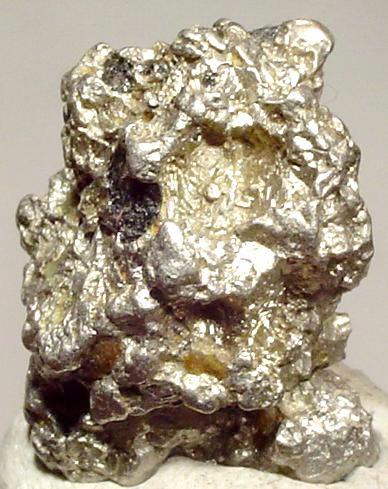
Platina
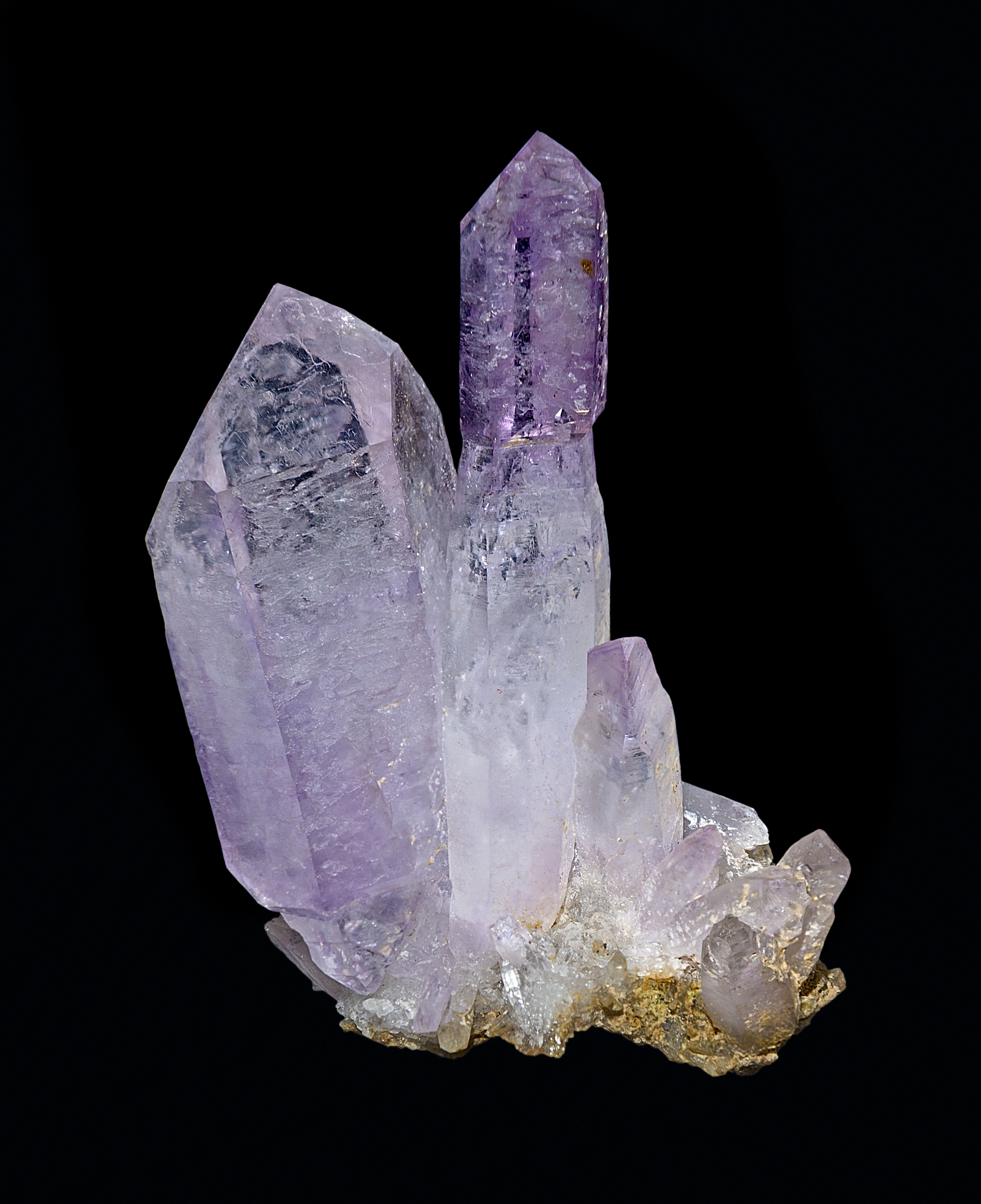
Ametyst
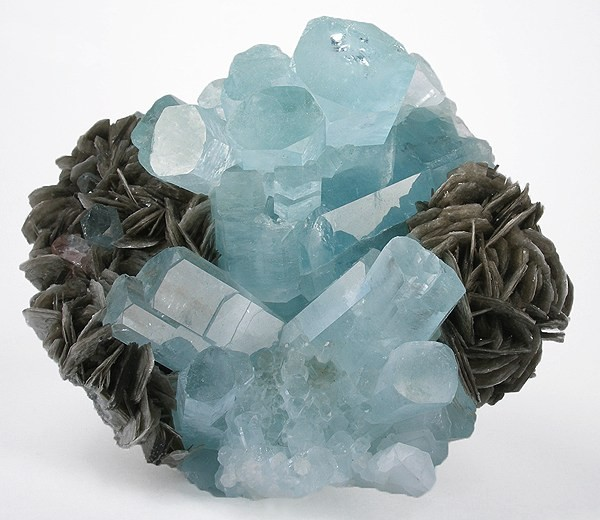
Akvamarín
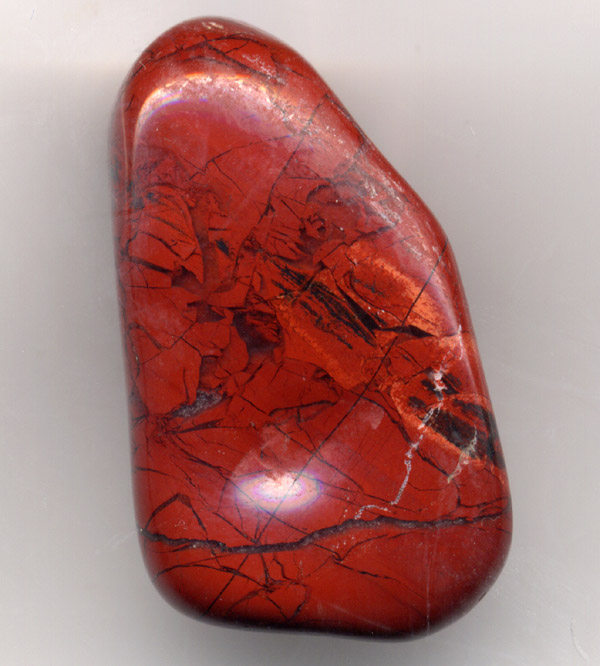
Jaspis
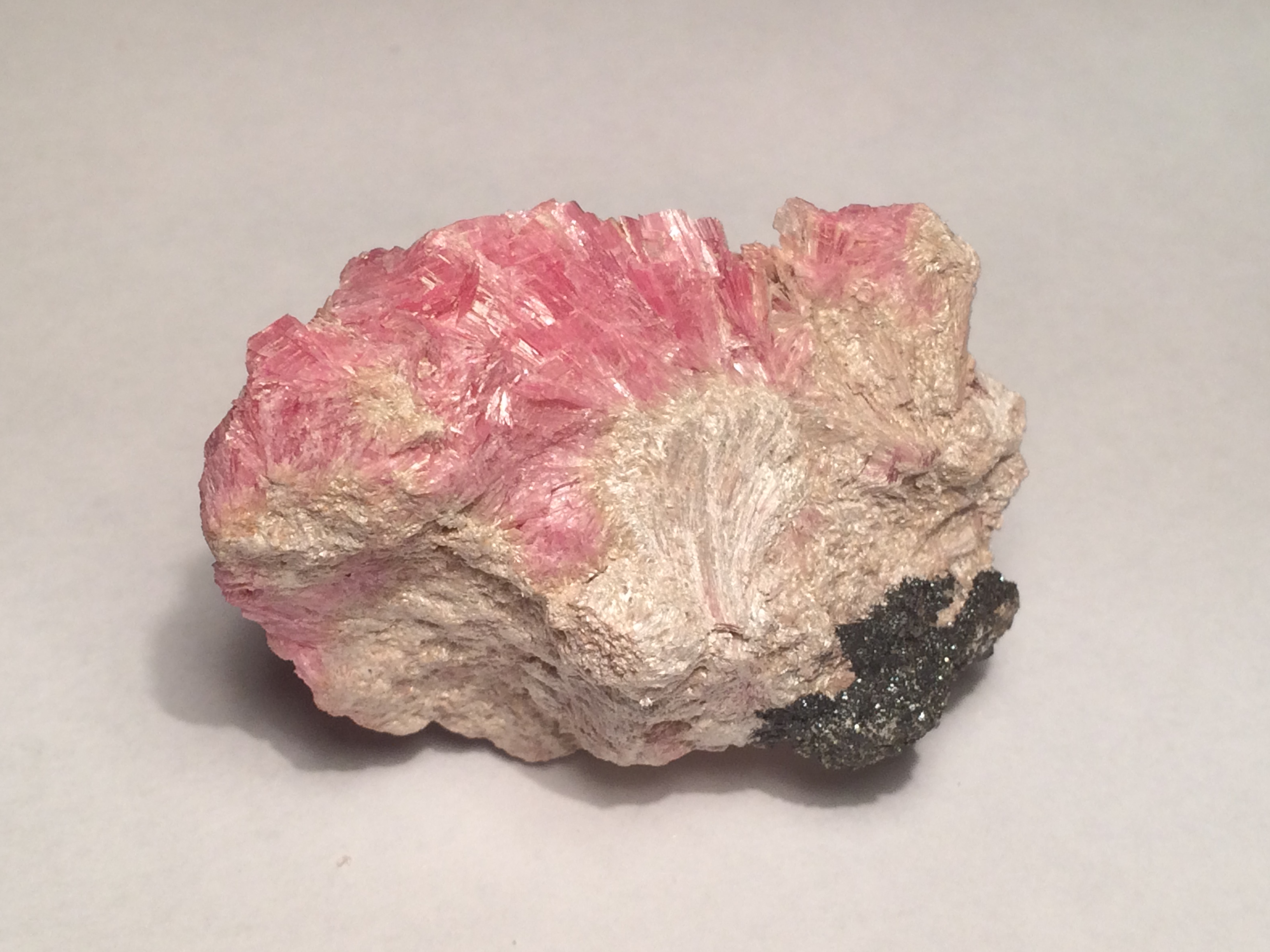
Rodonit
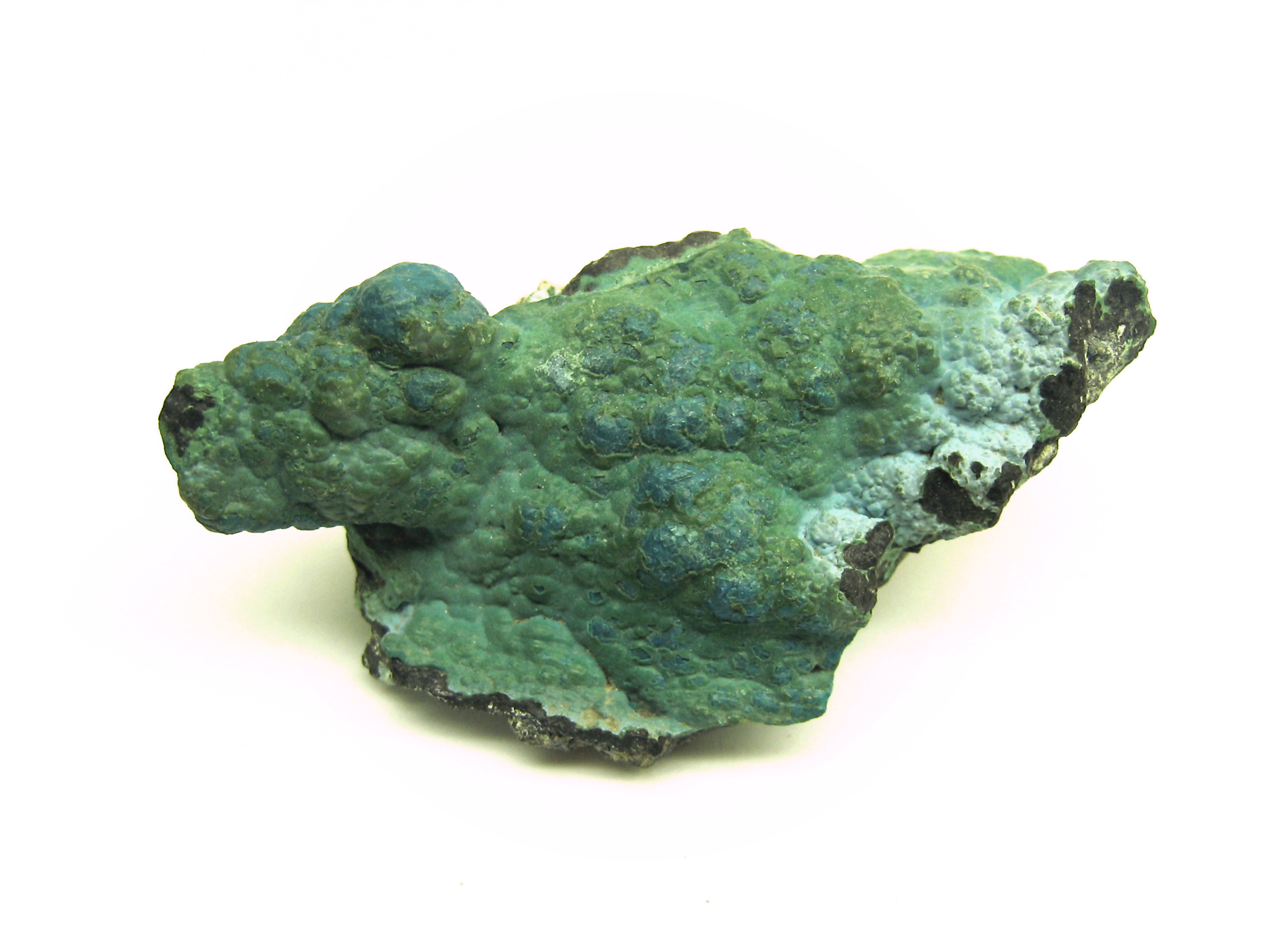
Malachit
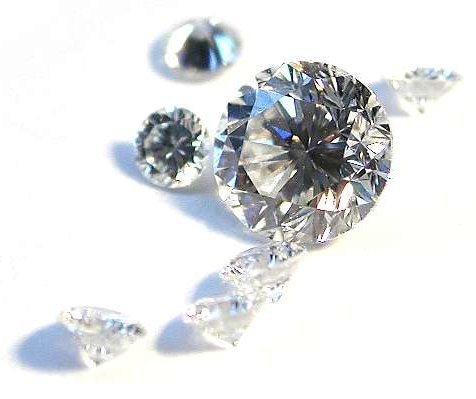
Diamant